# Holmi (folyóirat)
A Holmi magyarországi, havonta megjelenő, magyar nyelvű irodalmi, kulturális és kritikai folyóirat volt 1989–2014 között.

## Neve
Nevét Bessenyei György hasonló című műve (A holmi) után kapta.

## Története
A rendszerváltáskor, 1989-ben alapította Réz Pál, aki azóta főszerkesztője és felelős kiadója. 2014 novemberében bejelentették, hogy a főszerkesztő megromlott egészségi állapota miatt nem tud tovább dolgozni. Helyére senki sem kívánt lépni, ezért a lap megszűnt.
Öregek vagyunk, és ilyen módon Szabó Magdától Petriig vagy Orbán Ottótól Vas Istvánig mindenkivel kapcsolatban voltunk. Elég jó lap volt, azt hiszem. Talán a legelején voltunk a legjobbak. Egy felszabadult, lelkes korszak volt, amikor sok kiadatlan kéziratot hoztunk posztumusz. A közönség is jobban érdeklődött az irodalom iránt. Politikusabb is volt az irodalom, mint ma. Hatezres példányszámmal indultunk, ma ez elképzelhetetlen volna.

## Leírása
A kortárs szépirodalom megismertetésében nagy szerepe volt az orgánumnak, hiszen a rendszerváltás óta a napilapok, hetilapok – csekély kivétellel – szinte teljesen elzárkóznak a mai írók, költők műveinek ismertetésétől és közlésétől. Értékes dokumentum-anyagokat, hagyatékokból előkerült fontos írásokat is közreadott. 2006-ban megjelentetett lexikonjuk mutatja, hogy széles körben, a budapestieken kívül a vidékiekre is figyelve vonták hatókörükbe a mai szépírókat, kritikusokat és elemzőket.

## Szerkesztők

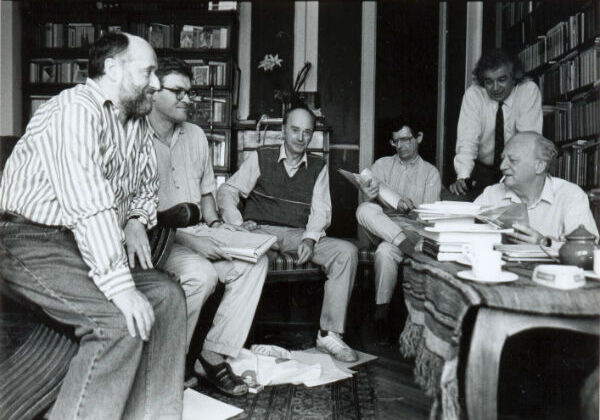
A Holmi szerkesztői 1994 szeptemberében. Balról Fodor Géza, Závada Pál, Domokos Mátyás, Várady Szabolcs, Radnóti Sándor és Réz Pál.

Alapító főszerkesztője Réz Pál. A kritikai rovatot Radnóti Sándor, a költeményekét Várady Szabolcs, a szépprózai rovatot Závada Pál szerkesztette. A szerkesztői munkában részt vett Szalay Júlia, Voszka Éva. Szerkesztőbizottsági tagok Bodor Ádám, Dávidházi Péter, Göncz Árpád, Kocsis Zoltán, Lator László, Ludassy Mária, Nádasdy Ádám, Rakovszky Zsuzsa voltak.
A kezdetekkor Domokos Mátyás, Pető Iván, Eörsi István, Kenedi János és Fodor Géza is részt vett a szerkesztőségi munkában.

## Külső hivatkozások
- A Holmi repertóriuma (1989–1994)
- A Holmi teljes archívuma – Holmi.org
- A Holmi teljes archívuma Archiválva 2015. június 28-i dátummal a Wayback Machine-ben – Arcanum.hu